# Lepilemur ahmansoni
Lepilemur ahmansoni is een wezelmaki is een zoogdier uit de familie van de wezelmaki's (Lepilemuridae). De wetenschappelijke naam van de soort werd voor het eerst geldig gepubliceerd door Louis et al. in 2006.

## Kenmerken
Deze soort lijkt het meest op L. aeeclis, maar is kleiner en de rugstreep van L. aeeclis ontbreekt. De vacht is donkergrijs, met roodbruin op de extremiteiten. Op de bovenkant van het hoofd is soms een vage zwarte streep te zien.

## Verspreiding
De soort is gevonden in het Tsiombikibo-gebied ten noordwesten van de rivier Mahavavy op Madagaskar. Het is nog onduidelijk waar de grens met Lepilemur randrianasoli in het zuiden ligt. De verspreiding van deze soort grenst ook aan die van L. aeeclis en Milne-Edwards wezelmaki (L. edwardsi), maar hij is nauwer verwant aan de grijsrugwezelmaki (L. drosalis) en aan L. sahamalazensis.
Lepilemur aeeclis · Lepilemur ahmansoni · Lepilemur ankaranensis · Lepilemur betsileo · Grijsrugwezelmaki (Lepilemur dorsalis) · Milne-Edwards wezelmaki (Lepilemur edwardsi) · Lepilemur fleuretae · Lepilemur grewcocki · Lepilemur hollandorum · Lepilemur hubbardi · Lepilemur jamesi · Witvoetwezelmaki (Lepilemur leucopus) · Kleintandwezelmaki (Lepilemur microdon) · Lepilemur milanoii · Grote wezelmaki (Lepilemur mustelinus) · Lepilemur otto · Lepilemur petteri · Lepilemur randrianasoloi · Roodstaartwezelmaki (Lepilemur ruficaudatus) · Lepilemur sahamalaza · Lepilemur scottorum · Lepilemur seali · Noordelijke wezelmaki (Lepilemur septentrionalis) · Lepilemur tymerlachsoni · Lepilemur wrighti